# Ordine civile dell'Oman
L'Ordine civile dell'Oman o Ordine dell'Oman (classe civile) è un ordine cavalleresco statale dell'Oman.

## Storia
L'Onorificenza venne fondata nell'ottobre del 1970 dal sultano Qaboos bin Said per ricompensare quanti omaniti o non si fossero distinti per il servizio civile alla propria patria. L'Ordine venne creato innanzitutto per commemorare l'indipendenza di lì a poco completamente raggiunta dall'Oman dall'impero coloniale inglese.
Lo statuto dell'ordine venne modificato nel 1976 e nuovamente nel 1982. Esso ha una controparte militare nell'Ordine militare dell'Oman. I due ordini, assieme, formano simbolicamente l'"Ordine dell'Oman".

## Classi
L'ordine dispone delle seguenti classi di benemerenza:
- Membro di I Classe
- Membro di II Classe
- Membro di III Classe
- Membro di IV Classe
- Membro di V Classe

## Insegne
- La medaglia dell'Ordine consiste in una stella a cinque punte composta da punte di lancia arabescate smaltate di bianco. Al centro si trova un tondo verde riportante una mezzaluna in smalto bianco e tutto attorno un anello a smalto rosso. Il tenente al nastro è composto di una piuma d'argento.
- La placca è composta da una stella a sei punte composta da punte di lancia arabescate smaltate di bianco ed intercalate da mezzelune argentee. Al centro si trova un tondo argenteo col monogramma del sultano regnante, circondato da un anello smaltato di rosso e da uno verde con inciso il motto dell'ordine in argento.
- Il nastro è rosso con due strisce verdi per parte.